# Municipio de Gray (condado de White)
El municipio de Gray (en inglés: Gray Township) es un municipio ubicado en el condado de White en el estado estadounidense de Arkansas. En el año 2010 tenía una población de 25007 habitantes y una densidad poblacional de 224,82 personas por km².

## Geografía
El municipio de Gray se encuentra ubicado en las coordenadas 35°15′59″N 91°47′52″O / 35.26639, -91.79778. Según la Oficina del Censo de los Estados Unidos, el municipio tiene una superficie total de 111.23 km², de la cual 110.67 km² corresponden a tierra firme y (0.5%) 0.56 km² es agua.

## Demografía
Según el censo de 2010, había 25007 personas residiendo en el municipio de Gray. La densidad de población era de 224,82 hab./km². De los 25007 habitantes, el municipio de Gray estaba compuesto por el 88.3% blancos, el 6.29% eran afroamericanos, el 0.52% eran amerindios, el 1.13% eran asiáticos, el 0.07% eran isleños del Pacífico, el 1.85% eran de otras razas y el 1.85% pertenecían a dos o más razas. Del total de la población el 4.22% eran hispanos o latinos de cualquier raza.